# Mark Nees
Mark Nees (* 2. Juli 1974 in Darmstadt) ist ein ehemaliger deutscher Basketballspieler.

## Spielerlaufbahn
Nees, der als Jugendlicher ein Jahr an einer Schule in Santa Barbara (US-Bundesstaat Kalifornien) verbrachte, wechselte 1993 vom BC Darmstadt zum Zweitligisten TV Langen. Dort wurde er am örtlichen Teilzeit-Internat gefördert. Der jüngere Bruder von Tim Nees studierte ab 1994 Sportmanagement an der University of San Francisco in den USA, der 2,13 Meter messende Innenspieler bestritt zwischen 1995 und 1998 81 Einsätze für deren Hochschulmannschaft. Dabei kam er im Schnitt auf 2,3 Punkte sowie 1,9 Rebounds je Begegnung.
In der Saison 1998/99 und Teilen der Saison 1999/2000 stand Nees beim griechischen Erstligisten Aris Thessaloniki unter Vertrag, mit der Mannschaft war er auch im Europapokal vertreten. In der zweiten Saisonhälfte 1999/2000 verstärkte er in Deutschland den Zweitligisten Oldenburger TB, mit dem ihm unter der Leitung von Trainer Ivan Vojtko der Aufstieg in die Basketball-Bundesliga gelang. Nach dem Erfolg verließ er den Verein zunächst, spielte für den SSV Ulm, ging aber im Laufe der Saison 2000/2001 nach Oldenburg zurück. Die Farben des OTB trug er in 18 Bundesliga-Spielen (3,8 Punkte, 4,2 Rebounds/Partie).
Zur Saison 2001/02 schloss sich Nees dem Zweitligisten BG Ludwigsburg an. Er gewann mit Ludwigsburg den Meistertitel in der Südstaffel der 2. Basketball-Bundesliga, im Anschluss an das Saisonende 01/02 trennte er sich von der Mannschaft.
Nees zog nach der Spielerzeit in die Vereinigten Staaten und wurde dort beruflich im Raum San Francisco tätig.